# Duane G. Carey
Duane Gene "Digger" Carey (Saint Paul (Minnesota), 30 april 1957) is een Amerikaans astronaut.

## Biografie
Hij beëindigde zijn middelbare studies in 1975 aan de Highland Park High School in zijn geboortestad Saint-Paul, Minnesota. Hij behaalde een bachelor- en een masterdiploma als luchtvaartingenieur, aan de Universiteit van Minnesota in 1982.
In 1981 kreeg hij de toelating tot het Air Force Reserve Officer Training Corps en behaalde zijn diploma in 1983. Hij vloog met de A-10 Thunderbolt II vanaf basissen in Louisiana en Korea.
In 1988 voltooide hij de training voor de F-16 Fighting Falcon en werd gestationeerd in Spanje.
In 1991 werd hij geselecteerd voor de opleiding als testpiloot op Edwards Air Force Base, Californië. Vanaf 1992 werkte hij er als F-16-testpiloot. Hij totaliseerde 3700 vluchturen op 35 types vliegtuigen.
In april 1996 werd hij door NASA geselecteerd als kandidaat-astronaut, en startte in augustus een twee jaar durende opleiding in het Johnson Space Center tot shuttle-piloot.
Hij nam deel aan één vlucht, namelijk de STS-109 met de Space Shuttle Columbia, gelanceerd op 1 maart 2002. Het was de vierde missie voor het onderhoud van de Hubble-telescoop.
Hij verliet NASA in oktober 2004.